# Cấp bậc quân sự Cộng hòa Dân chủ Nhân dân Triều Tiên
Cấp bậc quân sự Cộng hòa Dân chủ Nhân dân Triều Tiên đề cập đến hệ thống quân hàm của Quân đội Nhân dân Triều Tiên, được thành lập chính thức lần đầu tiên bởi Ủy ban thường vụ Hội đồng Nhân dân Tối cao vào ngày 31 tháng 12 năm 1952. Hệ thống cấp bậc này sau đó được cải tiến trong đợt cải cách quân sự năm 1998 và được sử dụng cho đến ngày nay.

## Hệ thống cấp bậc quân sự đầu tiên (1948-1952)
Năm 1948, Quân đội Nhân dân Triều Tiên và Cộng hòa Dân chủ Nhân dân Triều Tiên được thành lập ở lãnh thổ phía  Bắc bán đảo Triều Tiên, dưới sự bảo trợ của Liên Xô. Một hệ thống cấp bậc quân sự chịu ảnh hưởng cấp hiệu Liên Xô đã được thành lập và sử dụng cho đến cuối năm 1952. Hệ thống cấp bậc này thuần túy là hệ thống cấp hiệu gắn liền với chức vụ của quân nhân đó nắm giữ, chưa thực sự mang tính chất của hệ thống hàm hiện đại.
| Thống tướng                                   |
| Tổng tham mưu trưởng Phó tướng                |
| Sư đoàn trưởng Lữ đoàn trưởng Học hiệu trưởng |
| Chỉ huy trung cấp                             |
| Tham mưu trưởng Sư đoàn                       |
| Liên đội trưởng                               |
| Phó liên đội trưởng Đại đội trưởng độc lập    |
| Đại đội trưởng                                |
| Chỉ huy sơ cấp                                |
| Phó đại đội trưởng Trung đội trưởng độc lập   |
| Trung đội trưởng                              |
| Phó trung đội trưởng Tiểu đội trưởng độc lập  |
| Tiểu đội trưởng                               |

## Hệ thống quân hàm 1953

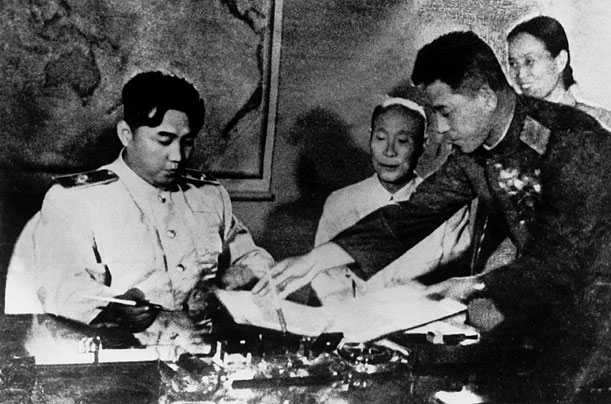
Kim Nhật Thành trong quân phục với cấp hiệu Nguyên soái nhà nước tháng 7, 1953.

Đây là hệ thống quân hàm chính thức đầu tiên của Cộng hòa Dân chủ Nhân dân Triều Tiên, được thành lập bởi Ủy ban thường vụ Hội đồng Nhân dân Tối cao vào ngày 31 tháng 12 năm 1952. Hệ thống này thành lập cấp bậc Nguyên soái Cộng hòa Dân chủ Nhân dân Triều Tiên, công nhận vị trí thống soái tối cao của Kim Nhật Thành và là duy nhất. Ngoài ra, cấp bậc Phó nguyên soái Cộng hòa Dân chủ Nhân dân Triều Tiên cũng được xem là có địa vị tương tự như cấp bậc Nguyên soái Liên Xô.
Danh xưng cấp bậc là thống nhất trong các nhánh quân chủng.
|            | Cấp bậc                                              | Cấp hiệu | Cấp hiệu | Cấp hiệu   |
| Cấp soái   |                                                      |          |          |            |
| ---------- | ---------------------------------------------------- | -------- | -------- | ---------- |
| Cấp soái   | Nguyên soái Cộng hòa Dân chủ Nhân dân Triều Tiên     |          |          |            |
| Cấp soái   | Phó nguyên soái Cộng hòa Dân chủ Nhân dân Triều Tiên |          |          |            |
|            |                                                      | Lục quân | Hải quân | Không quân |
| Cấp tướng  | Đại tướng                                            |          |          |            |
| Cấp tướng  | Trung tướng                                          |          |          |            |
| Cấp tướng  | Thiếu tướng                                          |          |          |            |
| Cấp tá     | Đại tá                                               |          |          |            |
| Cấp tá     | Thượng tá                                            |          |          |            |
| Cấp tá     | Trung tá                                             |          |          |            |
| Cấp tá     | Thiếu tá                                             |          |          |            |
| Cấp úy     | Đại úy                                               |          |          |            |
| Cấp úy     | Thượng úy                                            |          |          |            |
| Cấp úy     | Trung úy                                             |          |          |            |
| Cấp úy     | Thiếu úy                                             |          |          |            |
| Hạ sĩ quan | Thượng sĩ cao cấp                                    |          |          |            |
| Hạ sĩ quan | Thượng sĩ                                            |          |          |            |
| Hạ sĩ quan | Trung sĩ                                             |          |          |            |
| Hạ sĩ quan | Hạ sĩ                                                |          |          |            |
| Chiến sĩ   | Binh nhất                                            |          |          |            |
| Chiến sĩ   | Binh nhì                                             |          |          |            |

## Hệ thống quân hàm 1998
.

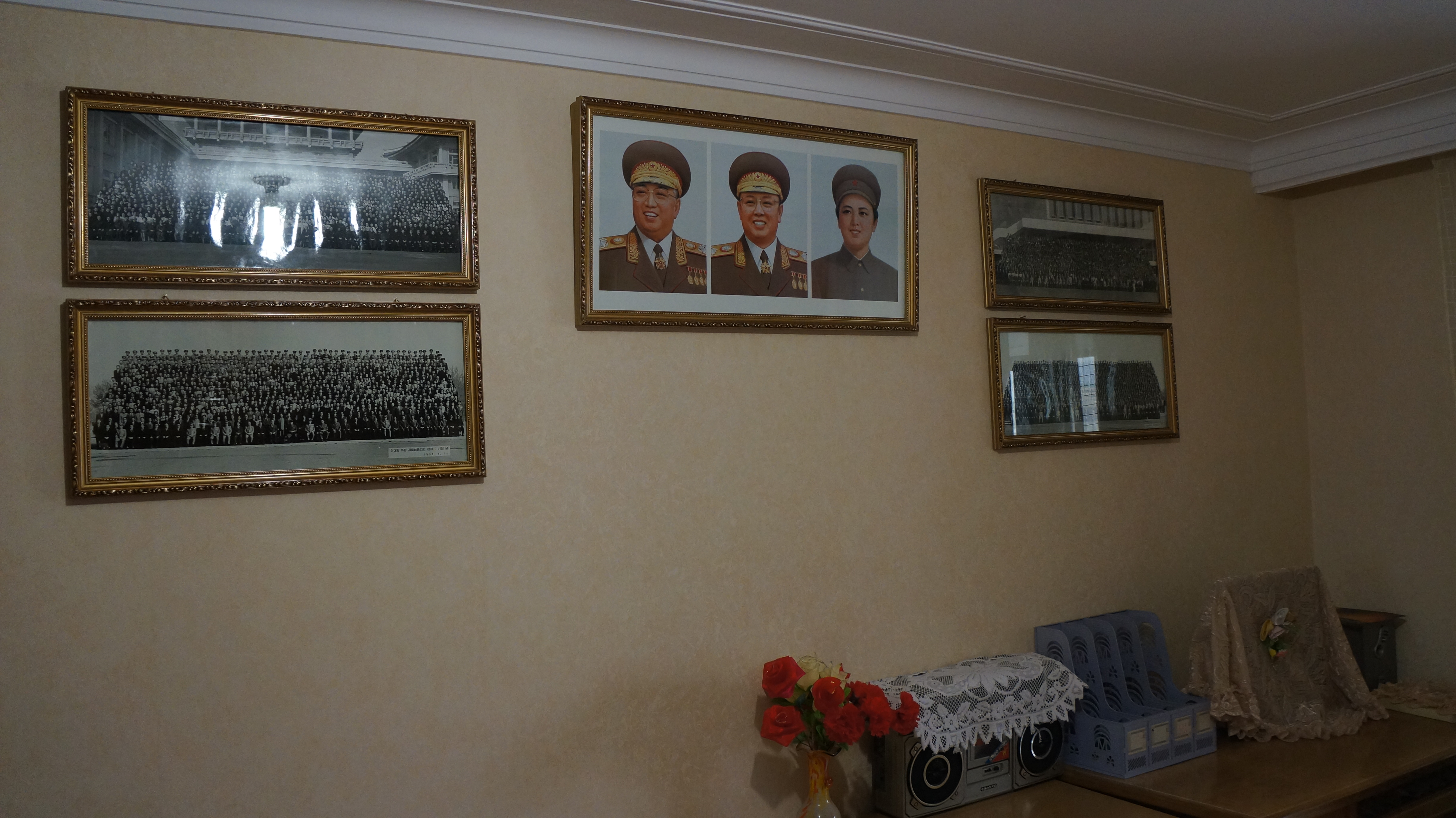
Bức ảnh Kim Il-sung, Kim Jong-il và Kim Jong-suk. Trong ảnh có họa Kim Il-sung với cấp hiệu Đại nguyên soái và Kim Jong-il với cấp hiệu Nguyên soái nhà nước theo mẫu năm 1998.

Hệ thống quân hàm 1998 sửa đổi, bổ sung một số cấp bậc tăng theo quy mô của quân đội. Cấp bậc soái được mở rộng, chính thức hóa các cấp bậc Đại nguyên soái, Nguyên soái nhà nước và Nguyên soái quân đội. Chính vì vậy, các ảnh họa của Kim Nhật Thành trong bộ quân phục đều vẽ ông theo mẫu cấp hiệu mới, dù ông đã qua đời trước đó 4 năm.
|           | Cấp bậc                                              | Cấp hiệu | Cấp hiệu | Cấp hiệu   | Cấp hiệu | Cấp hiệu |
| --------- | ---------------------------------------------------- | -------- | -------- | ---------- | -------- | -------- |
| Cấp soái  | Đại Nguyên soái Cộng hòa Dân chủ Nhân dân Triều Tiên |          |          |            |          |          |
| Cấp soái  | Nguyên soái Cộng hòa Dân chủ Nhân dân Triều Tiên     |          |          |            |          |          |
| Cấp soái  | Nguyên soái Quân đội Nhân dân Triều Tiên             |          |          |            |          |          |
| Cấp soái  | Phó nguyên soái Quân đội Nhân dân Triều Tiên         |          |          |            |          |          |
|           |                                                      | Lục quân | Hải quân | Không quân | Cảnh sát | Cảnh vệ  |
| Cấp tướng | Đại tướng                                            |          |          |            |          |          |
| Cấp tướng | Thượng tướng                                         |          |          |            |          |          |
| Cấp tướng | Trung tướng                                          |          |          |            |          |          |
| Cấp tướng | Thiếu tướng                                          |          |          |            |          |          |
| Cấp tá    | Đại tá                                               |          |          |            |          |          |
| Cấp tá    | Thượng tá                                            |          |          |            |          |          |
| Cấp tá    | Trung tá                                             |          |          |            |          |          |
| Cấp tá    | Thiếu tá                                             |          |          |            |          |          |
| Cấp úy    | Đại úy                                               |          |          |            |          |          |
| Cấp úy    | Thượng úy                                            |          |          |            |          |          |
| Cấp úy    | Trung úy                                             |          |          |            |          |          |
| Cấp úy    | Thiếu úy                                             |          |          |            |          |          |
| Cấp sĩ    | Thượng sĩ cao cấp                                    |          |          |            |          | Không có |
| Cấp sĩ    | Thượng sĩ                                            |          |          |            |          | Không có |
| Cấp sĩ    | Trung sĩ                                             |          |          |            |          | Không có |
| Cấp sĩ    | Hạ sĩ                                                |          |          |            |          | Không có |
| Cấp binh  | Thượng binh                                          |          |          |            |          | Không có |
| Cấp binh  | Trung binh                                           |          |          |            |          | Không có |
| Cấp binh  | Hạ binh                                              |          |          |            |          | Không có |
| Cấp binh  | Chuẩn binh                                           |          |          |            |          | Không có |